# Order Gwiazdy Czarnej
Order Gwiazdy Czarnej lub Order Gwiazdy Czarnej Beninu (franc. Ordre de l'Étoile Noire lub Ordre de l'Étoile Noire du Bénin) – order ustanowiony w 1889 przez władcę Porto-Novo, znajdującego się pod protektoratem francuskim. W latach 1896–1963 nadawany jako francuskie odznaczenie kolonialne.

## Historia

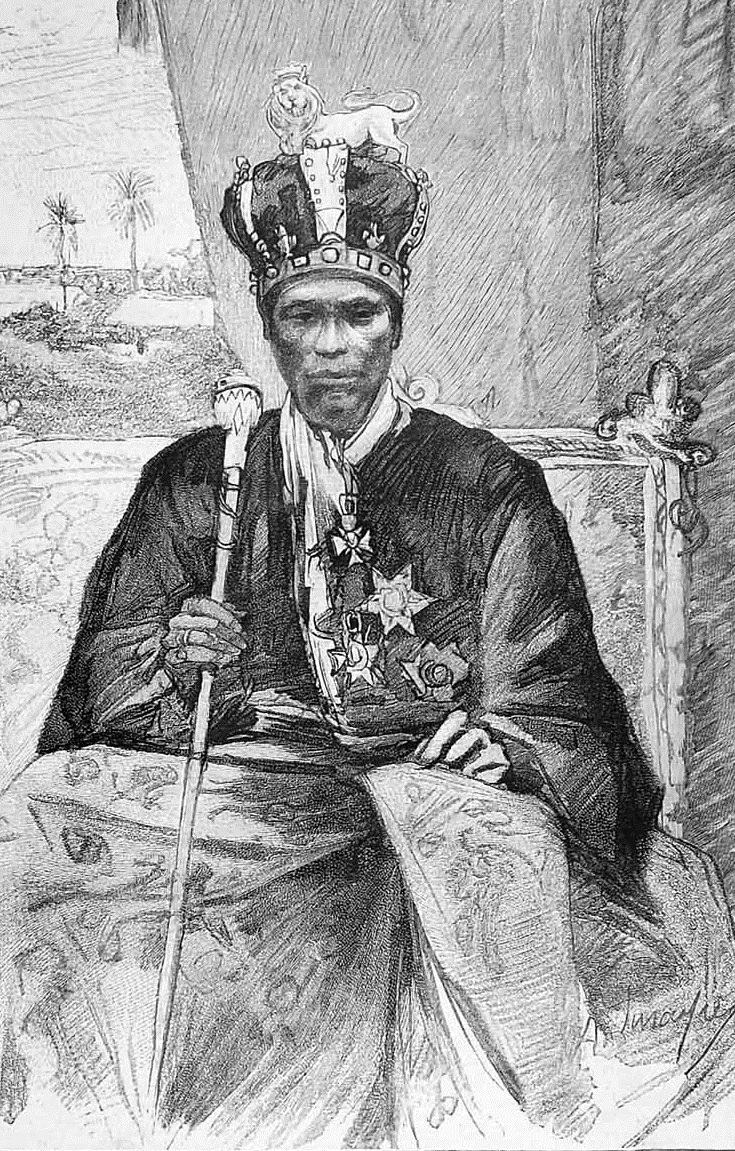
Fundator orderu – król Toffa

Order ustanowił król Toffa (1 grudnia 1889), panujący w znajdującym się pod jurysdykcją francuską Porto-Novo (na terenie dzisiejszego Beninu). Po II wojnie francusko-dahomejskiej 1892-1894, został uznany przez rząd III Republiki Francuskiej (30 lipca 1894), a następnie wcielony do odznaczeń francuskich (dekrety z 10 i 23 maja 1896) i nadawany zarówno Francuzom jak i obcokrajowcom za zasługi dla rozwoju wpływów francuskich w Afryce Zachodniej. Administracją orderu zajmowała się Kancelaria Legii Honorowej, a każdy prezydent Francji był uprawniony do noszenia jego najwyższej klasy – Wielkiego Krzyża.
Dekretem prezydenckim Charles’a de Gaulle’a (6 grudnia 1963) order został wycofany wraz z 15-stoma innymi francuskimi odznaczeniami resortowymi i kolonialnymi. Zostały one zastąpione nadawanym za wybitne zasługi Orderem Narodowym Zasługi. Odznaczeni utrzymali prawo do noszenia orderu

## Podział
| Klasy     | Nazwa polska       | Nazwa francuska        | Baretka |
| I klasa   | Krzyż Wielki       | Grand-croix            |         |
| II klasa  | Komandor z Gwiazdą | Commandeur avec plaque |         |
| III klasa | Komandor           | Commandeur             |         |
| IV klasa  | Oficer             | Officier               |         |
| V klasa   | Kawaler            | Chevalier              |         |

## Wygląd
Odznaka orderowa miała kształt białego krzyża maltańskiego z fioletowymi krawędziami, z umocowaną na środku srebrną pięcioramienną gwiazdą. Pomiędzy ramionami znajdowały się trzy złote promienie, z których środkowy był nieco dłuższy niż dwa sąsiadujące. Wieszana była na zawieszce w kształcie okrągłego wieńca z liści laurowych, mocowanej do niebieskiej wstęgi orderowej za pomocą kółeczka. Gwiazda orderowa składała się z odznaki umieszczonej na ośmiopromiennej, srebrnej gwieździe.

## Odznaczeni
- Louis Bobé, II klasa[8]
- Konstanty Haller, V klasa[9]
- Kazimierz Dworak, V klasa